# 托马索·马里尼
托马索·马里尼（義大利語：Tommaso Marini；2000年4月17日—），意大利男子击剑运动员，主攻花剑。他最初曾练习两年游泳，后来在2009年开始改练击剑。16岁时，他在国内比赛取得成功，并进入青年国家队。2022年，他首次在国际主要成年赛事中取得成功，在该年的欧洲击剑锦标赛和世界击剑锦标赛上都获得了奖牌。